# Lac la Biche
Der Lac la Biche (Cree Waskesiu Sakhahegan, „Elchsee“)  ist ein See in der kanadischen Provinz Alberta. Häufig wird die Schreibweise Lac La Biche verwendet, der Name der am Ufer gelegenen Kleinstadt.

## Lage
Der See liegt 160 km nordöstlich von Edmonton. Am südlichen Seeufer liegt die gleichnamige Kleinstadt. Zufluss des Lac la Biche ist der Owl River. Der La Biche River entwässert den See nach Nordwesten zum Athabasca River. Der See hat eine Gesamtfläche von 236 km². Davon entfallen 3,2 km² auf Inselfläche. Das Vogelschutzgebiet Lac La Biche Provincial Bird Sanctuary erstreckt sich über den See und seine anliegenden Ufer. Auf einer Insel im Ostteil des Sees, die über einen Damm mit dem Land verbunden ist, befindet sich der Sir Winston Churchill Provincial Park.